# Еріду

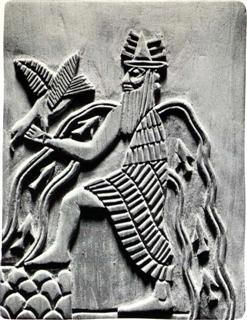
Зображення Енкі, який вважався богом-покровителем міста Еріду

Межиріччя

Еріду (також Ерідуг, Урудуг, Ереду) — стародавнє місто за 10 км на південний захід від Ура. Еріду — найпівденніше з конгломерації міст, які виросли поруч з храмами, майже у межах видимості один від одного, в Шумері, на півдні Межиріччя. Швидше за все, він був заснований прямо на узбережжі Перської затоки, поруч з гирлом Євфрату, проте через накопичення мулистих наносів на береговій лінії протягом тисячоліть залишки міста нині лежать на деякій відстані від берега в Абу-Шахрайн — в Іраці.

## Історія
Еріду — можливо, найдавніше міське поселення Шумеру, яке виросло в 4-5 тисячолітті до н. е. Археолог Кейт Філде пише, що найдавніше поселення сільське, що з'явилося близько 5000 до н. е., зросло в значне місто, в якому будинки були побудовані з цегли й очерету, до 2900 до н. е.. У той час місто займало площу 8-10 гектарів. До 2050 до н. е. місто втратило своє значення. Над вісімнадцятьма древніми храмами в Амар-Сін був виявлений в пізніших шарах недобудований зикурат (2047-2039 рр. до н. е.). Тривала заселеність міста і практикування в ньому релігійних культів свідчать про місцеве походження шумерської цивілізації. Місто було розкопане Іракським департаментом античності між 1946 та 1949 роками.

## Міфологія
У шумерському списку царів Еріду названо містом перших царів.
Список царів має особливо великі пояснення для царів, що правили до повені, і показує, як центр влади поступово переміщався з півдня країни на північ.
Адапа У-ан, відомий як перша людина, був наполовину бог, наполовину людина-герой, наречений Абгаллу (Abgallu) (ab — вода, gal — великий, lu — людина) з Еріду. Він вважався тим, хто приніс цивілізацію в місто (Еріду) з Дильмуна (ймовірно, Бахрейн ).
У шумерській міфології Еріду був домівкою храму Абзу бога Енкі. Подібно до всіх шумерських і вавилонських богів, Енкі спочатку згадується як місцевий бог, що прийшов розділити, згідно з пізнішою космологією, панування з Ану та Енлілем. Його царством були води, що оточують світ і розташовані під ним (ab — вода, zu — далеко).
Історії Інанни, богині Урука, оповідають, як вона вирушила в Еріду, щоб роздобути дари цивілізації. Спочатку Енкі, бог Еріду, спробував повернути ці джерела своєї влади, але пізніше охоче визнав, що тепер Урук — центр землі. Це, мабуть, міфічний опис переміщення центру влади на північ, згаданий вище.
Вавилонські тексти також говорять про створення Еріду богом Мардуком як першого міста, «святе місто, житло їхніх [інших богів] задоволень».

## Інтернет-ресурси
- The Sumerian king list: translation, UK: Oxford
- Archaeological Photographs from Eridu, IL, USA: Oriental Institute, University of Chicago
- Eridu object held at the British Museum
- Inana and Enki, The Electronic Text Corpus of Sumerian Literature, Oxford UK, JAB, editor: translation
- Iraq launches campaign to secure archaeological sites in Dhi Qar Al-Mashareq 2021-09-24